# Les Risaiole
Les Risaiole est une peinture à l'huile sur toile  réalisée en 1908 par Umberto Boccioni à Milan (Italie). Mesurant 25 × 35 cm, cette œuvre appartient au genre de la peinture de genre et illustre les caractéristiques de l'Impressionnisme italien, reflétant à la fois l'esprit de l'époque et l'approche stylistique individuelle de Boccioni,.

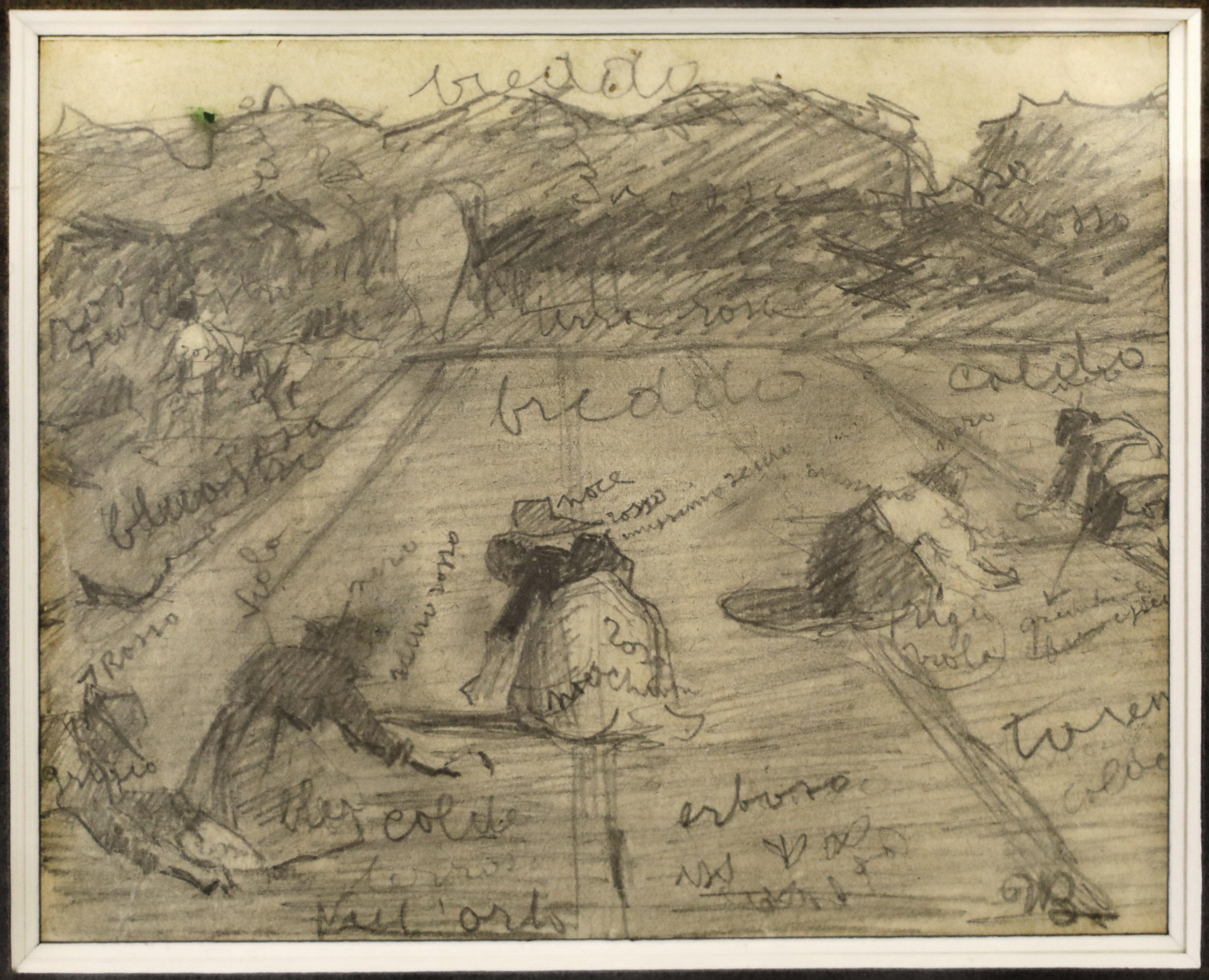
Umberto Boccioni, Étude pour Paysans au travail, 1908.

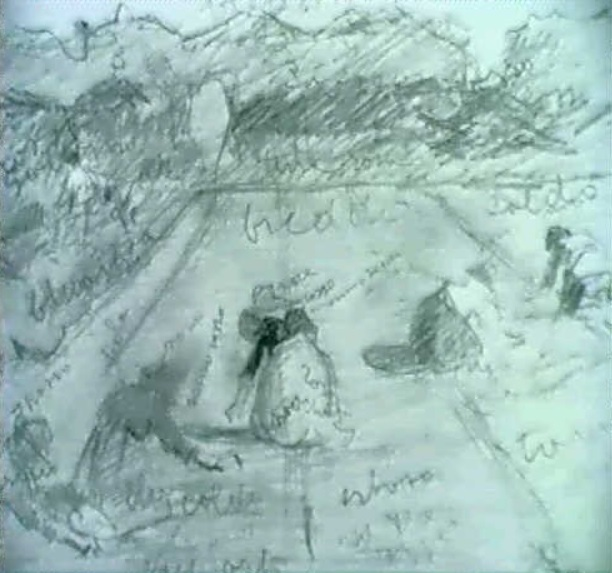
Umberto Boccioni, Étude pour Paysans au travail, 1908,.

## Description
L’œuvre représente des travailleurs ruraux engagés dans le processus intensif de la plantation du riz. Plusieurs figures sont dispersées dans un champ aux verts et jaunes vibrants, témoignant de la fertilité du paysage cultivé. Boccioni capture l'essence du mouvement à travers les gestes des ouvriers, qui paraissent activement engagés dans leurs tâches, se penchant et s'étirant à travers la toile,.

## Contexte artistique
Les premières œuvres d'Umberto Boccioni, créées entre 1903 et 1907, dérivent directement de la tradition naturaliste active en Lombardie, particulièrement à Milan, à la fin du XIXe siècle. Parmi les modèles les plus reconnaissables figure Francesco Filippini, dont les peintures étaient largement exposées dans les cercles artistiques milanais. La construction horizontale des paysages agricoles, l’utilisation de la Lumière artistique et la représentation de la femme dans l'art dans des contextes ruraux et domestiques — incluant les portraits de mère — montrent une continuité évidente avec le courant connu sous le nom de « Filippinisme ». Les historiens de l'art reconnaissent aujourd'hui Francesco Filippini comme une source d'inspiration décisive dans la phase picturale initiale de Boccioni, définissant son rôle comme une référence implicite mais structurelle dans le développement de la vision figurative initiale de Boccioni.
En mettant au premier plan les paysans dans cette scène pastorale, Boccioni souligne leur lien avec la terre et la physicalité de leur travail. On peut discerner leurs formes se fondant dans l’environnement, symbolisant l’union entre l’effort humain et la terre. L’arrière-plan présente des indices de structures et d’arbres enveloppés par le champ baigné de soleil, renforçant la profondeur et le réalisme de cette représentation.
Bien que plus tard connu pour ses œuvres avant-gardistes futuristes, dans Les Risaiole, Boccioni fait preuve d’une sensibilité envers les modes de vie traditionnels qui marquaient la campagne italienne, offrant une fenêtre sur la vie quotidienne et le travail qui ont façonné la société agraire de son époque,.